# Move On
Move On – trzeci singel André Tannebergera z albumu Distant Earth. Został wydany 16 września 2011 roku i zawiera pięć utworów. Piosenkę zaśpiewał Niemiec Jan Löchel.

## Lista utworów
| Nr | Tytuł                            | Długość |
| -- | -------------------------------- | ------- |
| 1. | Move On (Airplay Edit)           | 3:58    |
| 2. | Move On (Club Version)           | 8:29    |
| 3. | Move On (Jashari Remix)          | 6:47    |
| 4. | Move On (Lissat & Voltaxx Remix) | 7:27    |
| 5. | Move On (Lissat & Voltaxx Dub)   | 7:28    |